# Liste der Kulturgüter in Rossinière
Die Liste der Kulturgüter in Rossinière enthält alle Objekte in der Gemeinde Rossinière im Kanton Waadt, die gemäss der Haager Konvention zum Schutz von Kulturgut bei bewaffneten Konflikten, dem Bundesgesetz vom 20. Juni 2014 über den Schutz der Kulturgüter bei bewaffneten Konflikten sowie der Verordnung vom 29. Oktober 2014 über den Schutz der Kulturgüter bei bewaffneten Konflikten unter Schutz stehen.
Objekte der Kategorien A und B sind vollständig in der Liste enthalten, Objekte der Kategorie C fehlen zurzeit (Stand: 1. Januar 2023).

## Kulturgüter
| Foto |                                                                                     | Objekt                                                                                            | Kat. | Typ | Standort                                 | Beschreibung                  |
| ---- | ----------------------------------------------------------------------------------- | ------------------------------------------------------------------------------------------------- | ---- | --- | ---------------------------------------- | ----------------------------- |
| ja   | Datei hochladen · Wikidata zu Maison de la Place (Q3279722)                         | La Maison de la Place KGS-Nr.: 06456                                                              | A    | G   | Place du Village 19–20 572636 / 146243   |                               |
| ja   | Datei hochladen · Wikidata zu Grand Chalet (Q1396744)                               | Le Grand-Chalet KGS-Nr.: 06457                                                                    | A    | G   | Route du Grand-Chalet 12 572795 / 146103 |                               |
| ja   | Datei hochladen · Wikidata zu Pont de la Tine (Q29891492)                           | Pont de la Tine KGS-Nr.: 06458                                                                    | B    | G   | Vers le Pont 570158 / 146163             | Steinbogenbrücke, gebaut 1785 |
| ja   | Datei hochladen · Wikidata zu Reformierte Kirche Sainte-Marie-Madeleine (Q29891490) | Reformierte Kirche Sainte-Marie-Madeleine / Église réformée Sainte-Marie-Madeleine KGS-Nr.: 06459 | B    | G   | Chemin de l’Église 20 572690 / 146406    |                               |
| BW   | Datei hochladen · Wikidata zu Pfarrhaus (Q29891489)                                 | Pfarrhaus / Cure KGS-Nr.: 10351                                                                   | B    | G   | Chemin de l’Église 11 572703 / 146352    |                               |